# Håndvåben
Håndvåben er våben, som kan håndteres med en eller begge hænder.

## Liste over håndvåben
- Armbrøst
- Bue: langbue
- Daggert
- Gevær
- Hellebard
- Hyrdeøkse
- Håndgranat
- Karabin
- Kastestjerne
- Kniv
- Krumsabel
- Kølle
- Kårde
- Lanse
- Maskinpistol
- Morgenstjerne
- Partisan
- Pistol
- Politistav
- Revolver
- Riffel
- Sabel
- Spyd
- Stridshammer
- Stridsøkse
- Sværd
- Totenschlæger